# 大原簿記公務員専門学校愛媛校
大原簿記公務員専門学校愛媛校（おおはらぼきこうむいんせんもんがっこうえひめこう）は、愛媛県松山市にある私立専修学校。設置者は学校法人河原学園。

## 所在地
- 愛媛県松山市一番町1丁目4-1

## 概要
- 東京都千代田区に学園本部がある学校法人大原学園とのフランチャイズであり、全国の大原専門学校グループと同一カリキュラム・教材で運営されている。「本気になったら大原」のTVCMも、最後に河原学園のサウンドロゴが入る以外はほぼ同一である。
- かつてはグループ校である河原デザイン・アート専門学校（愛媛県松山市二番町一丁目12番2号）と同じ建物を共用していたが、2022年4月1日に移転した。

## 沿革
- 1996年 - 大原簿記専門学校松山校として開校。
- 1999年 - 愛媛大原簿記公務員専門学校に改称。
- 2011年 - 大原簿記公務員専門学校愛媛校に改称。
- 2014年3月 - 文部科学大臣より『職業実践専門課程』に認定される。
- 2022年 - 校舎を松山市一番町に移転。

## 設置学科
2024年4月現在
- 会計学科（4年制）
- 総合ビジネス科（2年制）
- 公務員ビジネス科（2年制）
  - 国家公務員･地方公務員コース
  - 警察官･消防官･自衛官コース
  - 公務員&民間就職コース
- 公務員専攻科（1年制）
  - 国家公務員･地方公務員コース
  - 警察官･消防官･自衛官コース

### 以前設置されていた学科
- 会計学科（3年制）
- 総合ビジネス科（2年制）
  - 医療ビジネスコース（2013年4月1日にグループ校の河原医療大学校「医療クラーク学科」として移設）
- 公務員Ⅱ種･上級専攻科（1年制）
  - 国家Ⅱ種･地方上級コース
  - 大卒警察官･消防官コース
- ビジネス専攻科（1年制）
- 経営経理ビジネス科（2年制）
  - 経理ビジネスコース

## 主な資格取得
- 国家公務員試験III種
- 地方公務員試験初級
- 日商簿記検定
- 全国経理教育協会簿記能力検定
- ファイナンシャル・プランニング技能士
- 医療事務管理士技能認定試験
- 診療報酬請求事務能力認定試験等。

## 周辺
- ダイワロイネットホテル松山
- 松山城山ロープウェイ
- 大街道商店街
- 松山三越

## アクセス
- 最寄り駅
  - 伊予鉄道城南線大街道停留場